# Maria Plieseis
Maria Plieseis (* 15. August 1920 in Wolfsegg am Hausruck als Maria Wagner; † 9. Jänner 2004 in Sankt Florian bei Linz) war eine österreichische Widerstandskämpferin gegen den Nationalsozialismus im Salzkammergut und Mitglied der KPÖ. Sie war nach dem Zweiten Weltkrieg mit Sepp Plieseis verheiratet und 1947 eine der Beschuldigten im Bad Ischler Milchprozess.

## Jugend
Sie wurde 1920 als Maria Wagner in Wolfsegg am Hausruck geboren. Die kleine Bauern- und Bergarbeitergemeinde, in der Braunkohle abgebaut wurde, war im Februar 1934 einer der Schauplätze des Österreichischen Bürgerkriegs. Nach Besuch der Hauptschule absolvierte sie eine zweijährige Ausbildung als Näherin und war 1938 in der Zeit des Anschlusses Österreichs Schwesternschülerin für Säuglingspflege in Linz.
Danach arbeitete sie als Schwester für das katholische „Liebeswerk“ in Linz und Steyr und später in einem Heim für schwererziehbare Kinder in Gleink, heute ein Stadtteil von Steyr. Darauf übersiedelte sie nach Bad Ischl, wo sie 1941 den Lehrer Walter Ganhör heiratete. Am 3. August 1941 brachte sie ihren gemeinsamen Sohn Peter Ganhör zur Welt. Doch schon kurze Zeit später, am 21. Oktober 1941, fiel ihr Mann als Wehrmachtssoldat an der Front und Maria wurde 21-jährig Witwe.

## Widerstand im Salzkammergut
In Bad Ischl kam sie daraufhin in Kontakt mit antifaschistischen Widerstandsgruppen, die begannen, im oberen Salzkammergut ein illegales Netzwerk aufzubauen. 1942 trat sie auch der unter dem Nationalsozialismus streng verfolgten KPÖ bei. Im Herbst 1943 war sie an der Befreiung von Sepp Plieseis aus dem KZ-Außenlager Vigaun bei Hallein beteiligt. Nachdem dieser über die Berge bis nach Ischl geflohen war, tauchte er für kurze Zeit in der Wohnung von Marias Mutter, Maria Huemer, unter. Dadurch war sie schon von Beginn an der Ende 1943 entstehenden Widerstandsgruppe Willy-Fred beteiligt. Sie selber übernahm dabei Kurierdienste, um Nachrichten zwischen den an verschiedenen Orten im Salzkammergut Untergetauchten auszutauschen, und beteiligte sich an der illegalen Lebensmittelbeschaffung für die Versorgung der Partisanen.

## Nach dem Krieg
Nach Ende des Zweiten Weltkrieges heiratete sie Sepp Plieseis und lebte mit ihm in Bad Ischl. 1947 kam es dort zu einer Hungerdemonstration gegen die Kürzung von Milchrationen für Kleinkinder, die eskalierte und auch zu antisemitischen Ausschreitungen führte. Die US-Verwaltung in der amerikanischen Besatzungszone suchte nach Verantwortlichen. Es kam zum Bad Ischler Milchprozess. Dabei wurden vor allem Mitglieder der Ischler Kommunisten als Schuldige bezeichnet, unter ihnen Maria Plieseis. Im Gegensatz zu den anderen entzog sich Maria Plieseis aber der Verfolgung durch die US-Militärgerichtsbarkeit, indem sie in den sowjetisch besetzten Teil Österreichs floh.
Erst nach Abschluss des Österreichischen Staatsvertrages kehrte sie ins Salzkammergut zurück und arbeitete von 1961 bis 1970 als Schneiderin beim Trachtenhersteller Lodenfrey in Bad Ischl, wo sie bis 1969 auch Betriebsratsobfrau war. Von 1970 bis zu ihrer Pensionierung arbeitete sie im KPÖ-Bezirkssekretariat in Gmunden.
Im Jahr 1985 drehte die Filmemacherin Ruth Beckermann einen kurzen Dokumentarfilm über den Widerstand im Salzkammergut, bei dem sie auch die damals noch lebenden weiblichen Widerstandskämpferinnen interviewte, darunter Resi Pesendorfer, Leni Egger sowie Maria Plieseis. Dieser 37-minütige Film mit dem Titel Der Igel stellt heute ein wichtiges Zeitzeugendokument dar.
Maria Plieseis starb im Alter von 83 Jahren am 9. Jänner 2004 in Sankt Florian bei Linz.